# ОШ „Петефи Шандор” Дорослово
ОШ „Петефи Шандор” једна је од основних школа у Сомбору. Налази се у улици Херцег Јаноша 52 у Дорослову. 

## Историјат
Основна школа „Петефи Шандор” је основана 1964. године, а почела је са радом 1752. када се настава одвијала на мађарском језику. У почетку је била четвороразредна школа, а касније и осморазредна. Почетком 20. века се настава одвијала у три зграде и четири учионице. Након Првог светског рата је настава извођена на мађарском и српском језику. Школа је постала државна 1920. године. Највећи број ученика је имала 1940. Године 1959. је, добровољним радом мештана, почела изградња нове школске зграде која је отворена 1964. када је Народни одбор општине Сомбор 14. јануара донео решење да школа носи име песника Петефи Шандора. Садржала је осам учионица, салу за физичко васпитање, зборницу, заједничку канцеларију директора и секретара, кухињу са трпезаријом и помоћне просторије. Током година је реновирана и модернизована, изграђена је котларница за сопствено централно грејање 2004. године, информатичку учионицу су добили 2005. и изведена је реконструкција крова, 2008. је обезбеђена просторија за продужени боравак, 2010. је постављен унутрашњи и спољашњи видео надзор, а 2019. је саниран плафон у свим учионицама, канцеларијама и зборници, замењена је ламперија и постављене су гипсане плоче и завршена је прва фаза санације зграде на сали за физичко васпитање. Настава се данас изводи на српском и мађарском језику.